# Odontomachus macrorhynchus
Odontomachus macrorhynchus är en myrart som först beskrevs av Bernstein 1861.  Odontomachus macrorhynchus ingår i släktet Odontomachus och familjen myror. Inga underarter finns listade i Catalogue of Life.